# Däuren Żumagazyjew
Däuren Żumagazyjew (kaz. Дәурен Нұрдәулетұлы Жұмағазыев; ur. 18 lipca 1989) – kazachski zapaśnik w stylu wolnym. Olimpijczyk z Londynu 2012, gdzie zajął dwunaste miejsce w kategorii 60 kg.
Brązowy medalista mistrzostw świata w 2011 i igrzysk azjatyckich w 2010. Złoty medal mistrzostw Azji w 2011 i brązowy w 2010. Ósmy i dwunasty w Pucharze Świata w 2013 roku.